# Ian Hume
Ian Hume (* um 1945) ist ein schottischer Badmintonspieler. 

## Karriere
Ian Hume gewann 1968 die Irish Open im Herrendoppel mit Jim McNeillage. Mit ihm siegte er auch bei den nationalen Titelkämpfen 1969. 1972 gewann Hume einen weiteren nationalen Titel im Mixed. 1982 siegte er bei den All England Seniors im Doppel gemeinsam mit Altmeister Erland Kops.

## Sportliche Erfolge
| Saison | Veranstaltung                     | Disziplin    | Platz | Name                      |
| ------ | --------------------------------- | ------------ | ----- | ------------------------- |
| 1968   | Irish Open                        | Herrendoppel | 1     | Ian Hume / Jim McNeillage |
| 1969   | Schottland: Einzelmeisterschaften | Herrendoppel | 1     | Ian Hume / Jim McNeillage |
| 1972   | Schottland: Einzelmeisterschaften | Mixed        | 1     | Ian Hume / Mary Odell     |
| 1982   | All England Seniors               | Herrendoppel | 1     | Ian Hume / Erland Kops    |